# Za'Darius Smith
Za'Darius Smith (Montgomery, 8 settembre 1992) è un giocatore di football americano statunitense che milita nel ruolo di linebacker nella National Football League (NFL).

## Carriera

### Baltimore Ravens

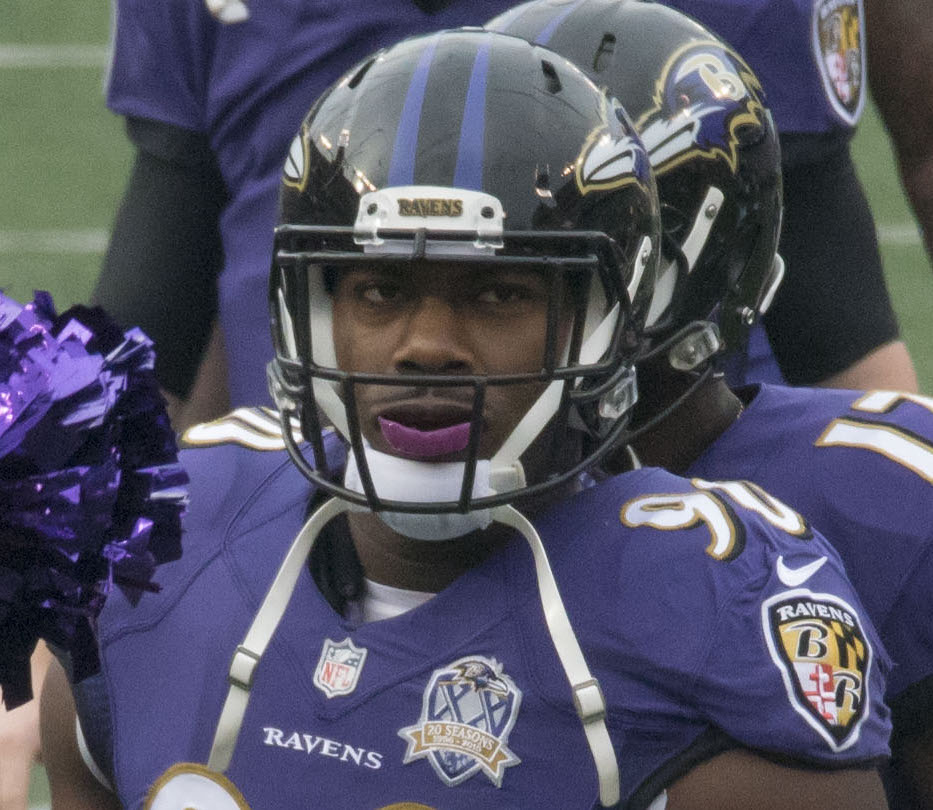
Smith con i Baltimore Ravens nel 2015

Dopo avere giocato al college a football all'East Mississippi Community College (2011-2012) e all'Università del Kentucky (2013-2014), Smith fu scelto nel corso del quarto giro (122º assoluto) del Draft NFL 2015 dai Baltimore Ravens. Debuttò come professionista subentrando nella gara del secondo turno contro gli Oakland Raiders in cui fece registrare un tackle. Due settimane dopo mise a segno i primi due sack in carriera ai danni di Michael Vick dei Pittsburgh Steelers. Altri due li fece registrare nella settimana 15 contro i Chiefs. La sua stagione da rookie si concluse con 30 tackle e 5,5 sack in 15 presenze, nessuna delle quali come titolare.
Nel sesto turno della stagione 2018, Smith mise a segno un nuovo primato personale di 3 sack su Marcus Mariota dei Tennessee Titans, venendo premiato come miglior difensore della AFC della settimana.
 In quella partita, i Ravens fecero registrare un primato di franchigia di 11 sack.

### Green Bay Packers
Il 14 marzo 2019, Smith firmò un contratto quadriennale del valore di 66 milioni di doillari con i Green Bay Packers. Nella prima stagione con la nuova maglia mise a segno un record personale di 13,5 sack, venendo convocato per il suo primo Pro Bowl al posto dell'infortunato Khalil Mack. Nel divisional round dei playoff 2019 mise a segno altri 2 sack su Russell Wilson nella vittoria sui Seattle Seahawks.
Nel Monday Night Football della settimana 4 della stagione 2020 Smith fece registrare 3 sack contro gli Atlanta Falcons, venendo premiato come miglior difensore della NFC della settimana. La sua stagione si chiuse al quarto posto della NFL con 12,5 sack, venendo convocato per il suo secondo Pro Bowl (non disputato a causa della pandemia di COVID-19) e inserito nel Second-team All-Pro. Nel divisional round dei playoff mise a segno un sack su Jared Goff nella vittoria sui Los Angeles Rams.

### Minnesota Vikings
Il 22 marzo 2022 Smith firmò con i Minnesota Vikings. Nell'ottavo turno fu premiato come difensore della NFC della settimana grazie a 7 tackle (di cui 4 con perdita di yard), 3 sack e un passaggio deviato nella vittoria sugli Arizona Cardinals. Alla fine di ottobre fu premiato come miglior difensore della NFC del mese in cui mise a segno 14 placcaggi (8 con perdita di yard) e 6,5 sack. A fine stagione fu convocato per il suo terzo Pro Bowl dopo avere fatto registrare 10 sack.

### Cleveland Browns
Il 12 maggio 2023 Smith, assieme a una scelta del sesto e del settimo giro, fu scambiato con i Cleveland Browns per due scelte del quinto giro.
L'11 marzo 2024 Smith firmò un rinnovo contrattuale biennale del valore di 23,5 milioni di dollari.

### Detroit Lions
Il 5 novembre 2024 Smith, assieme a una scelta del settimo giro, fu scambiato con i Detroit Lions per una scelta del quinto e del sesto giro. Fu svincolato il 9 marzo 2025.

## Palmarès
- Convocazioni al Pro Bowl: 3

2019, 2020, 2022
- Second-team All-Pro: 1

2020
- Difensore della NFC del mese: 1

ottobre 2022
- Difensore della AFC della settimana: 1

6ª del 2018
- Difensore della NFC della settimana: 2

4ª del 2020, 8ª del 2022